# James Holland (piłkarz)
James Robert Holland (ur. 15 maja 1989 roku w Sydney) – australijski piłkarz występujący na pozycji środkowego pomocnika. Od 2017 gra w LASK Linz.

## Kariera klubowa
James Holland zawodową karierę rozpoczynał w 2007 roku w zespole Newcastle Jets. W jego barwach 14 października w wygranym 2:1 spotkaniu z Wellington Phoenix zadebiutował w rozgrywkach A-League i strzelił wówczas pierwszą bramkę dla swojej drużyny. Newcastle Jets w ligowej tabeli zajęło drugie miejsce, jednak w serii finałowej uplasowało się na pierwszej pozycji i sięgnęło tym samym po tytuł mistrza kraju. W trakcie całego sezonu Holland rozegrał 7 meczów i strzelił 3 bramki. W rundzie jesiennej rozgrywek 2008/2009 Australijczyk zanotował 12 ligowych występów, w tym 11 w podstawowym składzie.
W zimowym okienku transferowym, 11 stycznia 2009 roku Holland podpisał 4,5-letni kontrakt z AZ Alkmaar. Holenderski zespół zapłacił za niego 650 tysięcy dolarów. W sezonie 2008/2009 Australijczyk w barwach nowego klubu nie rozegrał jednak ani jednego spotkania. W sezonie 2011/2012 był wypożyczony do Sparty Rotterdam. W latach 2012–2015 grał w Austrii Wiedeń. W 2015 przeszedł do MSV Duisburg. Następnie występował w Adelaide United i Liaoning Whowin, a w 2017 trafił do LASK Linz.

## Kariera reprezentacyjna
Holland ma za sobą występy w młodzieżowych reprezentacjach Australii w kategoriach under-17, under-20 i under-23. W seniorskiej kadrze zadebiutował 22 marca 2008 roku w wygranym 3:0 wyjazdowym pojedynku z Singapurem, kiedy to rozegrał pełne 90 minut. Następnie znalazł się w szerokiej kadrze drużyny narodowej powołanej na obóz przed Igrzyskami Olimpijskimi w Pekinie, jednak do Azji ostatecznie nie pojechał. W 2009 roku razem z reprezentacją swojego kraju Holland awansował do Mistrzostw Świata w RPA. W tym samym roku był kapitanem zespołu do lat 20 na Młodzieżowych Mistrzostwach Świata w Egipcie.